# فهرست موزه‌های ملی
فهرست موزه‌های ملی (انگلیسی: List of national museums) فهرستی است از نام موزه‌هایی که توسط یک دولت اداره می‌شوند. در بسیاری از کشورها این موزه‌ها توسط دولت مرکزی نگهداری می‌شوند و اغلب محدود به چند موزه و عمدتاً در پایتخت کشور هستند در حالی که سایر موزه‌ها توسط اداره‌های منطقه‌ای یا دولت‌های محلی اداره می‌شوند. در برخی کشورها تعداد بسیار زیادی از موزه‌ها توسط دولت مرکزی اداره می‌شوند و در برخی کشورها تعدادی اندک. برخی از موزه‌های ملی از این واژه در نام خود استفاده می‌کنند اما در همه موزه‌های در این سطح چنین نیست؛ برخی از موزه‌ها فقط از این اصطلاح به عنوان یک نام تجاری استفاده کرده‌اند.
فهرست زیر ناقص است و چندان قابل اعتماد نیست. فهرست موزه‌های ملی عبارتند از:
|  |

## آرژانتین
- موزه ملی تاریخ آرژانتین

## ایتالیا
- موزه ملی روم
- اوفیتزی
- موزه ملی هنرهای معاصر

## استرالیا
- ملی استرالیا موزه حمل و نقل هوایی
- ملی استرالیا موزه دریایی
- موزه تنیس استرالیا سیدنی
- یادمان جنگ استرالیا
- موزه ویکتوریا
- موزه ملی آلپاین
- ملی موزه دایناسور
- گالری ملی استرالیا
- موزه ملی موتور، بیرد وود
- موزه ملی موتور استرالیا
- موزه ملی استرالیا
- موزه ملی سفال استرالیا
- ملی موزه راه‌آهن، پورت آدلاید
- موزه ملی جانبازان جنگ ویتنام، جزیره فیلیپ
- کستاکون - مرکز ملی علوم و فناوری کانبرا

## آذربایجان
- موزه ملی هنر جمهوری آذربایجان
- موزه ملی تاریخ جمهوری آذربایجان

## بحرین
- موزه ملی بحرین

## بنگلادش
- موزه ملی بنگلادش

## بلژیک
- موزه سلطنتی هنر و تاریخ

## بوسنی و هرزگوین
- موزه ادبیات بوسنی و هرزگوین
- موزه تاریخ بوسنی و هرزگوین
- موزه ملی بوسنی و هرزگوین

## برزیل
- موزه ملی تاریخ برزیل (Museu Histórico Nacional)
- موزه ملی برزیل (Museu Nacional)
- موزه ملی هنرهای زیبا (Museu Nacional de Belas Artes)
- موزه ملی جمهوری (Museu Nacional da República)

## بلغارستان
- موزه ملی زمین و انسان
- موزه ملی باستان‌شناسی
- موزه ملی تاریخی
- موزه ملی تاریخ نظامی
- موزه ملی تاریخ طبیعی
- موزه ملی حمل و نقل

## بورکینافاسو
- موزه ملی موسیقی

## کامبوج
- موزه ملی کامبوج
- موزه ملی انگکور

## کانادا
- موزه کشاورزی کانادا
- موزه حمل و نقل هوایی کانادا
- موزه علم و فناوری کانادا
- موزه کودکان کانادا
- موزه حقوق بشر کانادا
- موزه عکاسی معاصر کانادا
- موزه تاریخ کانادا
- موزه طبیعت کانادا
- موزه پست کانادا
- موزه جنگ کانادا
- گالری ملی کانادا
- گالری پرتره کانادا
- مرکز میراث RCMP
- موزه مجازی کانادا
- موزه مجازی فرانسه جدید

## چاد
موزه ملی چاد (موزه ملی انجامنا)

## شیلی
- موزه ملی هوا و فضا سانتیاگو
- موزه تاریخ ملی (سانتیاگو)
- موزه ملی هنرهای زیبا (سانتیاگو)
- موزه ملی تاریخ طبیعی (سانتیاگو)

## چین
- موزه ملی هنر چین
- موزه ملی مرکزی تاریخ طبیعی (موزه تاریخ طبیعی پکن نو)
- موزه ملی چین

## کلمبیا
- موزه ملی کلمبیا

## کومور
- موزه ملی کومور

## کاستاریکا
- موزه ملی کاستاریکا

## قبرس
- موزه قبرس

## جمهوری چک
- موزه ملی چک

## دانمارک
- موزه ملی دانمارک

## جیبوتی
- موزه جیبوتی

## اریتره
- موزه ملی اریتره

## استونی
- موزه هنر استونی
- استونیایی موزه ملی

## فنلاند
- موزه ملی فنلاند

## فرانسه
- مرکز ژرژ پمپیدو (موزه ملی d'art Moderne)
- موزه ارتش
- موزه ملی میانسالان (Musée National du Moyen-Age))
- موزه لوور
- موزه تمدن‌های اروپا و مدیترانه (MuCEM)
- موزه اورسی
- موزه هوا و فضا (Musée de l'air et de l'espace)
- موزه تاریخ طبیعی (Musée de l'Air et de l'Espace)
- موزه علم و صنعت (Muséum national d'histoire naturelle)
- موزه ملی نیروی دریایی (Cité des Sciences et de l'Industrie)
- موزه ملی راه‌آهن (Musée Français du Chemin de Fer)

## گامبیا
- موزه ملی گامبیا

## آلمان
- موزه ملی باواریا
- , موزه تکنولوژی آلمان
- , موزه ملی آلمان (Germanisches Nationalmuseum)
- گلیپتکت (Glyptothek)
- موزه هنر مدرن (Pinakothek der Moderne)
- موزه ویسبادن
- موزه ملی آلمان (Deutsches Museum)
- پیناکتک جدید (Neue Pinakothek)
- پیناکتک قدیم (Alte Pinakothek)

## غنا
- موزه ملی غنا

## یونان
- موزه جنگ آتن
- موزه ملی باستان‌شناسی آتن
- گالری ملی
- موزه ملی تاریخ یونان
- موزه دولتی هنرهای معاصر

## گواتمالا
- موزه ملی هنر مدرن کارلوس مریدا

## گویان
- موزه ملی گویان

## مجارستان
- موزه ملی مجارستان

## ایسلند
- گالری ملی ایسلند
- موزه ملی ایسلند

## جزیره من
- موزه میراث ملی مانی (Manx National Heritage)

## هند
موزه‌های ملی در هند به‌طور مستقیم تحت کنترل اداری وزارت فرهنگ دولت هند هستند.
- موزه الله‌آباد
- موزه هند
- گالری ملی هنر مدرن
- موزه ملی دهلی نو
- موزه سالار جنگ
- یادبود ویکتوریا
- ۲۳ مرکز علمی تحت نام شورای ملی موزه علوم
- ۴۴ سایت موزه‌ای تحت نام باستان‌شناسی هند

## اندونزی
- موزه اندونزی
- موزه تاریخ جاکارتا
- موزه ملی اندونزی (Museum Nasional یا Museum Gajah)

## ایران
- موزه ملی ایران

## عراق
- موزه ملی عراق

## ایرلند
- موزه هنر مدرن ایرلند
- گالری ملی ایرلند
- موزه ملی ایرلند

## اسرائیل
- موزه اسرائیل

## ایتالیا
- موزه ملی بارگلو (Museo Nazionale del Bargello)
- اوفیتزی (Galleria degli Uffizi)
- موزه ملی باستان‌شناسی ناپل (Museo Archeologico Nazionale di Napoli)
- موزه ملی اتروسک (موزه ملی Etrusco)
- گالری ملی هنر باستانی (Galleria ملی d'arte Antica)
- گالری ملی هنر مدرن (Galleria ملی d'arte مدرن)
- موزه ملی کاپودیمنته (Museo Nazionale di Capodimonte)
- موزه ملی مگنا گارسا (Museo Nazionale دلا مگنا Grecia)
- موزه ملی هنر آسیایی (National Museum of Oriental Art)
- موزه ملی رم
- گالری هنری بررا (Pinacoteca di Brera)

## ژاپن
- موزه ملی کیوتو
- موزه ملی کیوشو
- موزه ملی نرا
- موزه ملی هنر اوزاکا
- موزه ملی مردم‌شناسی ژاپن
- موزه ملی هنر غرب (Kokuritsu Seiyō Bijutsukan)
- بودای ایستاده (موزه ملی توکیو)
- موزه ملی توکیو

## کنیا
- موزه ملی کنیا

## کره جنوبی
- موزه ملی کره جنوبی
- موزه ملی بویئو
- موزه ملی چئونژو
- موزه ملی چانچنئون
- موزه ملی دائگو
- موزه ملی گیمهه
- موزه ملی گنجو
- موزه ملی گوانگجو
- موزه ملی گئونجیو
- موزه ملی ججو
- موزه ملی جئونجو
- موزه ملی جینجو
- موزه ملی فولکلور کره
- کاخ موزه ملی کره

## کویت
- موزه دریایی هاشمی دوم، شهر کویت
- موزه ملی کویت
- موزه علوم و تاریخ طبیعی

## لتونی
- موزه ملی هنر لتونی

## لبنان
- موزه ملی بیروت

## لیبی
- موزه ملی لیبی

## لیتوانی
- موزه ملی لیتوانی

## لوکزامبورگ
- موزه ملی تاریخ و هنر، لوکزامبورگ
- موزه ملی تاریخ نظامی، دیکیرش
- موزه ملی تاریخ طبیعی، لوکزامبورگ

## مالزی
- موزه نگارا

## مالدیو
- موزه ملی

## مالی
- موزه ملی مالی

## مالت
- موزه ملی باستان‌شناسی
- موزه ملی مردم نگاری
- موزه ملی هنرهای زیبا
- موزه ملی تاریخ طبیعی
- موزه ملی جنگ

## مکزیک
- موزه مردم‌شناسی (Museo Nacional de Antropología)
- موزه تاریخ (Museo Nacional de Historia)

## میانمار
- موزه ملی نایپیداو
- موزه ملی میانمار

## نامیبیا
- موزه ملی نامیبیا

## نپال
- موزه ملی نپال

## هلند
- موزه دورترچس
- موسسه فیلم هلند آی
- هیوس دورن
- موزه کرولر-مولر
- لوزشتاین
- موزه مائریتشویس
- میدرسلوت
- موزه بوئراوا
- موزه کاتاریجنکونونت
- موزه پری دریایی
- موزه مساج
- موزه ملی مردم‌شناسی
- طبیعی
- موزه ملی دریانوردی هلند
- پالیس لت لوو
- موزه ملی آمستردام
- ریجکسمیوزیوم تونته
- موزه ملی آثار باستانی (لیدن)
- موزه هوای آزاد
- موزه ون گوگ
- موزه زیدرزه

## نیوزیلند
- موزه مجموعه پاپا نیوزیلند (Te Papa)

## نیجر
- موزه ملی (بو بو) حماة قبلاً موزه ملی نیجر

## نروژ
- موزه ملی هنر، معماری و طراحی

## پاکستان
- موزه ملی پاکستان، کراچی

## پرو
- موزه ملت
- موزه ملی باستان‌شناسی، انسان‌شناسی و تاریخ پرو

## فیلیپین
- موزه ملی مردم‌شناسی
- موزه ملی هنرهای زیبا
- موزه ملی تاریخ طبیعی

## لهستان
- موزه ملی کراکوف
- موزه ملی گدانسک
- موزه ملی دریایی گدانسک
- موزه ملی لهستان
- موزه ملی پوزنان
- موزه ملی شچچین
- موزه ملی ورشو
- موزه ملی وروسلاو

## پرتغال
- موزه ملی کاشی (National Azulejo Museum)
- موزه ملی ماچادو کاسترو (Museu Nacional de Machado de Castro)
- موزه ملی سوارس دوس رییز (Museu Nacional Soares dos Reis)

## قطر
- موزه ملی قطر

## رومانی
- موزه تمدن عامیانه سنتی ASTRA
- موزه تمدن ترانسیلوانیا ASTRA
- موزه ملی بروکنتال
- موزه امیلی سایرگس سکنون و هنر عامیانه (Muzeul de Etnografie şi Artă Populară Săsească ASTRA)
- موزه جهانی مردمنگاری فرانتس بیرندر (Muzeul د Etnografie Universală ASTRA)
- ملی موزه تاریخ رومانی
- موزه ارتش ملی رومانی (Muzeul میلیتر Naţional)
- موزه ملی هنر رومانی

## روسیه
- موزه دولتی تاریخ روسیه
- موزه روسیه

## عربستان سعودی
- موزه ملی عربستان سعودی

## صربستان
- موزه ملی صربستان

## سیرالئون
- موزه ملی سیرالئون

## سنگاپور
- موزه ملی سنگاپور

## اسلواکی
- موزه ملی اسلواکی

## سومالی
- موزه ملی سومالی

## آفریقای جنوبی
- موزه ملی تاریخ نظامی آفریقای جنوبی
- موزه ایزیکو آفریقای جنوبی

## سودان جنوبی
- موزه ملی سودان جنوبی

## اسپانیا
- موزه ملی باستان‌شناسی اسپانیا، مادرید
- موزه آمریکا، مادرید
- موزه لباس، مادرید
- موزه ملی مرکز هنر رینا سوفیا، مادرید
- کالج ملی موزه سان گرگوریو، والادولید
- موزه ملی انسان‌شناسی، مادرید
- موزه ملی باستان‌شناسی زیر آب، مورسیا
- موزه ملی هنر رومی، باداجوز
- موزه ملی هنرهای تزئینی، مادرید
- موزه ملی سرامیک و هنرهای تجسمی گنزالز مارتی، والنسیا
- موزه ملی تولیدات هنری، مادرید
- موزه ملی عکاسی، سریا
- موزه دل پرادو، مادرید
- موزه ملی رمانتیک، مادرید
- موزه ملی تئاتر، سیوداد رئال
- موزه ملی و مرکز تحقیقات آلتامیرا، کانتابریا
- موزه نیروی دریایی، مادرید
- موزه سافاری، تولدو

## سریلانکا
- موزه ملی کلمبو
- موزه ملی گله
- موزه ملی کندی
- موزه ملی دریایی
- موزه ملی راتناپورا

## سودان
- موزه ملی سودان

## سورینام
- موزه سورینام

## سوئد
- موزه ملی سوئد

## سوئیس
- موزه ملی سوئیس (Landesmuseum)

## سوریه
- موزه ملی دمشق

## تایوان
- موزه ملی تاریخ
- موزه ملی زیست‌شناسی دریایی و آکواریوم
- موزه ملی علوم و فنون دریایی
- موزه ملی علوم طبیعی
- موزه ملی پیش از تاریخ
- موزه ملی تاریخ تایوان
- موزه ملی ادبیات تایوان
- ملی کاخ موزه
- موزه ملی رادیو
- موزه ملی علوم و فناوری
- موزه ملی تایوان
- موزه ملی هنرهای زیبا تایوان
- موزه نیروی هوایی جمهوری چین
- موزه نیروهای مسلح جمهوری چین
- شعبه جنوبی کاخ موزه ملی

## تاجیکستان
- موزه ملی تاجیکستان

## تایلند
- موزه ملی تایلند

## ترینیداد و توباگو
- موزه ملی و گالری هنر

## تورکس و کایکوس
- موزه ملی ترکس و کایکوس

## اوکراین
- گالری هنر ملی آویوازوفسکی
- لویو گالری هنر ملی
- موزه ملی لویو
- موزه تاریخ اوکراین در جنگ جهانی دوم
- موزه هنرهای ملی اوکراین
- موزه ملی تاریخ اوکراین
- موزه ملی-یادمان «نبرد ۱۹۴۳ کیف»
- موزه ملی چرنوبیل اوکراین

## بریتانیا
- موزه بریتانیا
- موزه طراحی (حمایت شده)
- موزه ملی گمرک و مالیات غیر مستقیم HM
- موزه و باغ هورنیمان (حمایت شده)
- موزه جنگ امپریال
- موزه ملی ارتش
- موزه ملی خدمات اورژانس
- موزه ملی فوتبال (حمایت شده)
- نگارخانه ملی لندن
- موزه ملی مسابقات اسب دوانی
- ملی موزه دریایی
- موزه ملی رسانه
- موزه ملی موتور
- موزه ملی علم و صنعت
- موزه ملی لیورپول
- گالری ملی پرتره
- موزه ملی راه‌آهن
- مرکز ملی فضایی
- موزه ملی تراموا
- موزه ملی آبراه
- موزه تاریخ طبیعی
- موزه تاریخ مردم (حمایت شده)
- موزه سلطنتی جنگ‌افزار
- موزه علوم
- موزه نقل و انتقال شیلدن
- موزه سر جان سون
- تیت
- موزه ویکتوریا و آلبرت
- مجموعه والاس

### انگلستان
- موزه گیفری (حمایت شده)
- موزه لندن
- موزه علم و صنعت منچستر (حمایت شده)
- ملی معدن زغال سنگ انگلستان (حمایت شده)
- موزه ملی لیورپول
- موزه‌های تین و وار (حمایت شده)

### ایرلند شمالی
- موزه شهرستان آرماگ
- پارک فرهنگ عام اولستر-آمریکایی
- موزه فرهنگ عام حمل و نقل اولستر
- موزه اولستر

### اسکاتلند
- موزه اسکاتلند
- موزه ملی لباس محلی
- موزه ملی پرواز
- موزه ملی زندگی روستایی
- ملی موزه جنگ اسکاتلند
- موزه سلطنتی

### ولز
- موزه ملی زغال سنگ بیگ پیت
- موزه ملی کاردیف
- موزه ملی ولز
- موزه ملی لژیونر رومی
- ملی موزه تخته سنگ
- موزه ملی اسکله
- موزه ملی پشمینه
- موزه ملی تاریخ سنت فاگانس

## ایالات متحده آمریکا
- وزارت دفاع:
  - نیروی هوایی:
    -  موزه تسلیحات نیروی هوایی
    - موزه فرماندهی تحرکات هوایی
    - موزه ملی نیروی هوایی ایالات متحده
    - موزه حمل و نقل هوایی
    - موزه استراتژیک هوا و فضا

  - ارتش:
    - موزه ملی سلامت و پزشکی
    - موزه ملی ارتش ایالات متحده

  - نیروی دریایی:
    - موزه ملی سپاه دریایی
    - موزه ملی نیروی دریایی ایالات متحده
    - موزه ملی هوانوردی نیروی دریایی
    - موزه ملی نیروی دریایی UDT-SEAL
    - موزه کالج نیروی دریایی
    - کتابخانه و موزه نیروی زیردریایی

  - آژانس امنیت ملی:
    - موزه ملی رمزنگاری
- سازمان اطلاعات مرکزی:
  - موزه سیا
- وزارت امنیت داخلی
  - موزه گارد ساحلی ایالات متحده
- گالری ملی هنر
- موسسه اسمیتسونین:
  - موزه هنر آمریکا
  - موزه جامعه آناکوستیا
  -  ساختمان هنر و صنایع
  - موزه طراحی کوپر هویت، اسمیتسونین
  - نگارخانه هنر فریر
  - موزه و بوستان مجسمه هرش‌هورن
  - موزه ملی هوافضای اسمیتسونین
    - مرکز استیون اف اودوار هزی

  -  موزه ملی فانوس
  - موزه ملی تاریخ و فرهنگ
  - موزه ملی هنر آفریقا
  - موزه ملی سرخپوستان آمریکا
  - موزه ملی تاریخ آمریکا
  - موزه ملی تاریخ و تکنولوژی
  - موزه ملی تاریخ طبیعی
  - گالری ملی پرتره
  - موزه ملی پست
  - پارک ملی جانورشناسی اسمیتسونین
- دیگر:
  - موزه ملی آزمایش اتمی
  -  موزه ملی حقوق مدنی
  - موزه ملی جنگ
  - موزه ملی الکترونیک
  - موزه ملی علم و تاریخ هسته‌ای
  - موزه ملی جنگ اقیانوس آرام
  -  موزه ملی راه‌آهن
  - موزه ملی جنگ جهانی اول، (لیبرتی مموریال)
  - موزه ملی جنگ جهانی دوم